# Max Scheunemann
Max Scheunemann (* 28. Oktober 1881 in Rumbske, Kreis Stolp; † 12. Januar 1965 in Duisburg) war ein deutscher Musikpädagoge und Komponist.

## Leben und Werk
Max Scheunemann besuchte das Lehrerseminar in Köslin. Ab 1909 war er Student an der Berliner Hochschule für Musik.
Er wirkte in Belgard, Köslin und Berlin als Musiklehrer. 1911 wurde er Musiklehrer am Lehrerseminar in Kettwig. 1925 wurde er Studienrat und Musiklehrer in Duisburg. Er komponierte vor allem Kammermusik, Kantaten, Chöre und zahlreiche Lieder. Zum 1. Mai 1933 trat er der NSDAP bei.

## Werke (Auswahl)
- op. 8: Die Weggesellen, Glückauf in die Welt. Zwei Männerchöre.
- op. 11: Aus frohen Tagen. Drei leichte Stücke für Violine und Klavier.
- op. 12: Zwei Stücke für Violine und Klavier.
- op. 14: Das Ringlein brach entzwei. Hinterm Lindenbaum. Mai. D’ Schneid. Vier Männerchöre.
- op. 15: Müdes Herz. Gute Nacht. Männerchöre.
- op. 16: Sommer. Ein Pfingstlied. Sommergebet. Drei Lieder für mittlere Stimme und Klavier.
- op. 17: Abend. Stille Fahrt. Schlummerlied. Drei Lieder für mittlere Stimme und Klavier.
- op. 18: Klage. Männerchor.
- op. 19: Mai. Im Frühling. Zwei Lieder für hohe Stimme und Klavier.
- op. 20: Madonnenlieder im ersten Jahre des Kindes. Acht Lieder für Sopran und Klavier.
- op. 21: Geschichten aus dem Walde. Romantische Suite für Violine und Klavier.
- op. 22: Mädchenlied. Mädchenlied. Mondlicht. Drei Lieder für Sopran und Klavier.
- op. 23: Klavierquartett E Dur. (Violine, Viola, Cello und Klavier).
- op. 24: Sonate A Dur für Violine und Klavier.
- op. 31: Chöre mit Klavierbegleitung.
- op. 50: Klavierkonzert D moll.